# Unia na rzecz Europy Narodów
Unia na rzecz Europy Narodów, UEN (ang. Union for a Europe of the Nations) – nieistniejąca grupa prawicowych (w większości konserwatywnych i eurosceptycznych) partii w Parlamencie Europejskim. Istniała w latach 1999–2009.

## Historia
Grupa została powołana w 1999 roku. Na koniec V kadencji PE liczyła 30 członków (przewodniczącym Grupy UEN był wtedy Charles Pasqua). W następnej kadencji w skład grupy wchodziło 44 posłów (na początku kadencji w 2004 było ich 27) z sześciu państw (Dania, Irlandia, Litwa, Łotwa, Polska, Włochy), w tym 20 Polaków. Szefem delegacji polskiej w UEN był Adam Bielan (od 2007, w latach 2004–2007 był nim Michał Kamiński). Współprzewodniczącymi Grupy UEN byli: Włoszka Cristiana Muscardini i Irlandczyk Brian Crowley.
16 stycznia 2007 przedstawiciel grupy – Adam Bielan – został wybrany wiceprzewodniczącym Parlamentu Europejskiego.
W czerwcu 2009 roku frakcję rozwiązano, powołując nową frakcję wspólnie z torysami brytyjskimi – Europejscy Konserwatyści i Reformatorzy.

## Program polityczny
Statut Grupy UEN zawierał postulaty według których Unia Europejska powinna m.in.:
- umacniać fundamenty cywilizacji łacińskiej w Europie, w tym poszanowanie dla osoby ludzkiej,
- bronić zasad wolności, solidarności i równości ludzi,
- szanować tradycję, suwerenność, demokrację i tożsamość narodów Europy,
- przyczyniać się do stabilności w świecie i zachęcać do dialogu pomiędzy narodami,
- uznać rodzinę za podstawową komórkę społeczeństwa, która uznaje świętość życia i sprzeciwia się wyłącznie materialistycznej koncepcji społeczeństwa,
- bronić jakości życia i chronić środowisko,
- rozwijać wspólną politykę zagraniczną i obrony we współpracy z ONZ, NATO, OBWE i innymi organizacjami międzynarodowymi oraz wzmocnić relacje ze Stanami Zjednoczonymi, żeby ściśle współpracować w rozwiązywaniu problemów międzynarodowych,
- wspierać budowę demokracji przez wszystkie narody Europy i rozwijać bliską współpracę z tymi krajami świata, które tradycyjnie przyjmowały imigrację z państw europejskich.

## Partie-założyciele w 1999

### Partie-założyciele w 1999
| Kraj       | Nazwa partii                                                                                                 | Liczba posłów |
| ---------- | --- | ------------- |
| Dania      | Dansk Folkeparti (Duńska Partia Ludowa)                                                                      | 1             |
| Francja    | Rassemblement pour la France (Zgromadzenie na rzecz Francji)                                                 | 12            |
| Irlandia   | Fianna Fáil (Żołnierze Przeznaczenia)                                                                        | 6             |
| Portugalia | Partido do Centro Democrático e Social – Partido Popular (Centrum Demokratyczne i Społeczne – Partia Ludowa) | 2             |
| Włochy     | Alleanza Nazionale (Sojusz Narodowy)                                                                         | 8             |
| Włochy     | Patto Segni (Pakt Segniego)                                                                                  | 1             |
| –          | Razem | 30            |

### Partie członkowskie w 2009
| Kraj     | Nazwa partii                                                                                | Liczba posłów |
| -------- | ------------------------------------------------------------------------------------------- | ------------- |
| Dania    | Dansk Folkeparti (Duńska Partia Ludowa)                                                     | 1             |
| Irlandia | Fianna Fáil (Żołnierze Przeznaczenia)                                                       | 4             |
| Litwa    | Tvarka ir teisingumas (Porządek i Sprawiedliwość)                                           | 1             |
| Litwa    | Lietuvos valstiečių liaudininkų sąjunga (Litewski Ludowy Związek Chłopski)                  | 1             |
| Łotwa    | Tēvzemei un Brīvībai/LNNK (Dla Ojczyzny i Wolności – Łotewski Narodowy Ruch Niepodległości) | 4             |
| Polska   | Prawo i Sprawiedliwość                                                                      | 7             |
| Polska   | Naprzód Polsko                                                                              | 4             |
| Polska   | Stronnictwo „Piast”                                                                         | 4             |
| Polska   | Samoobrona RP                                                                               | 2             |
| Polska   | niezależni                                                                                  | 3             |
| Włochy   | Alleanza Nazionale (Sojusz Narodowy)                                                        | 8             |
| Włochy   | Lega Nord (Liga Północna)                                                                   | 4             |
| Włochy   | Alleanza Siciliana (Sojusz Sycylijski)                                                      | 1             |
| –        | Razem                                                                                       | 44            |